# ROSAT

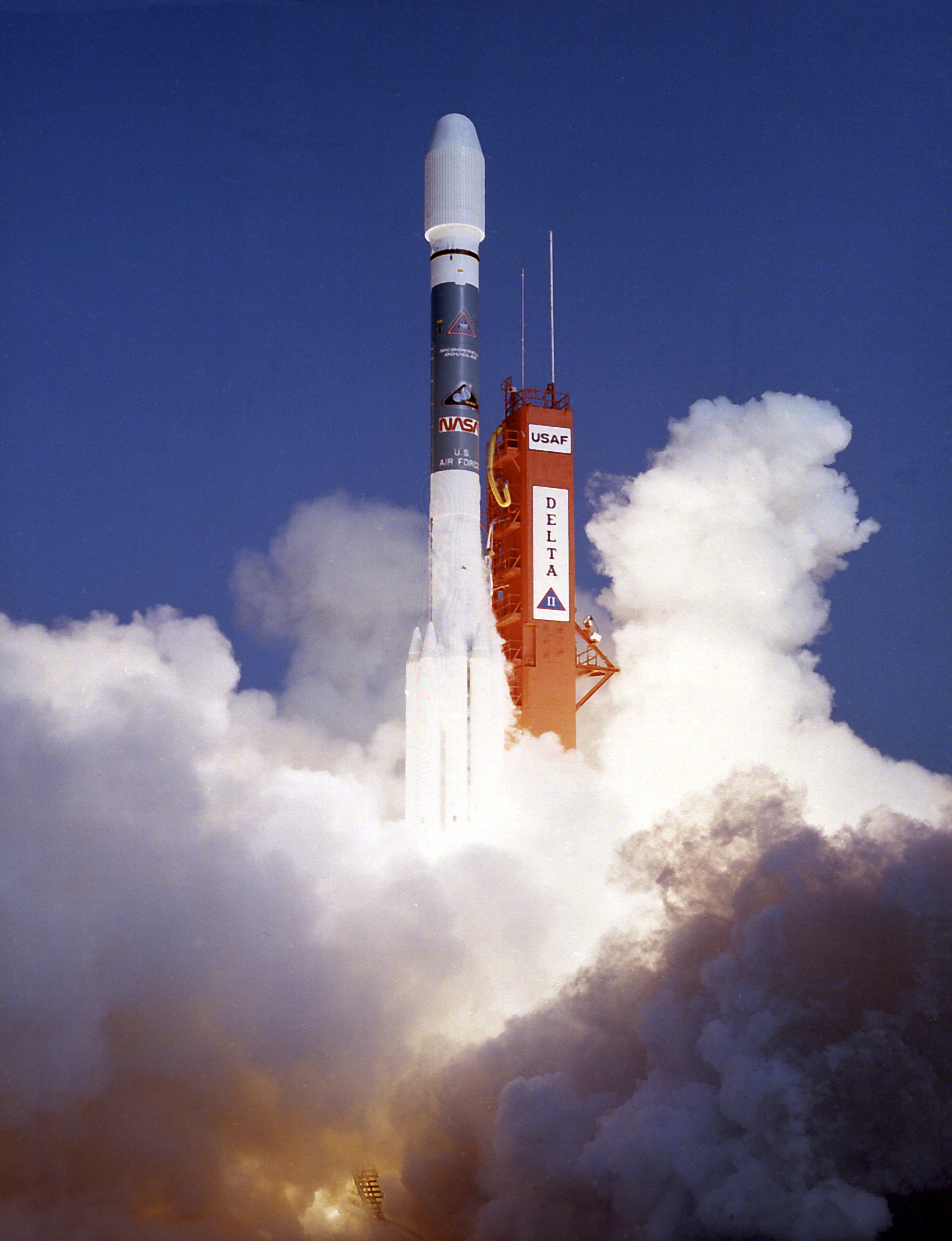
ROSAT의 발사 모습 (캘리포니아주)

ROSAT(Röntgensatellit의 약자; 독일에서는 엑스선을 Wilhelm Röntgen을 기리기 위해 Röntgenstrahlen이라고 함)는 독일 항공우주 센터가 주도한 위성 엑스선 망원경으로 서독, 영국 및 미국에서 제작한 장비이다. 1990년 6월 1일 케이프 커내버럴(Cape Canaveral)에서 델타 II 로켓으로 발사되었으며, 처음에는 18개월 임무로 최대 5년간 작동할 수 있도록 설계되었다. ROSAT는 8년 넘게 운영되다가 1999년 2월 12일에 마침내 종료되었다.
2011년 2월에는 건설에 사용된 다량의 세라믹과 유리로 인해 2,400kg(5,291lb)의 위성이 지구 대기권으로 재진입하는 동안 완전히 타버릴 가능성이 없다고 보고되었다. 400kg(882lb)만큼 무거운 부품은 표면에 충격을 줄 수 있다. ROSAT는 결국 2011년 10월 23일 벵골만 상공에서 지구 대기권에 다시 진입했다.